# Maximilian Runze
Maximilian „Max“ Runze (* 8. August 1849 in Woltersdorf, Kreis Greifenhagen; † 9. Mai 1931 in Berlin) war ein deutscher evangelischer Pfarrer, Abgeordneter und Autor. Er engagierte sich für die Verbreitung der Werke des Komponisten Carl Loewe.

## Leben
Maximilian Runze wurde als Sohn des Woltersdorfer Pfarrers in eine kinderreiche Familie geboren. Einer seiner Brüder, Georg Runze (* 1852; † 1938), wurde Professor für Theologie an der Friedrich-Wilhelms-Universität zu Berlin. Maximilian Runze besuchte das Marienstiftsgymnasium in Stettin, wo zu seinen Lehrern Ludwig Giesebrecht und Hermann Grassmann gehörten. Sein Musiklehrer aber war bis 1864 Carl Loewe, über und für dessen Werk Runze später arbeiteten sollte. Nach dem Abitur besuchte Runze die Universität Greifswald. Den Deutsch-Französischen Krieg von 1870–1871 machte er als Freiwilliger im Grenadier-Regiment „König Friedrich Wilhelm IV.“ (1. Pommersches) Nr. 2 mit. 1876 wurde er Hauslehrer in Russland.
1878 kam Runze nach Berlin, wo er bis zu seinem Lebensende wirken sollte. Er wurde zunächst Lehrer am Domkandidatenstift und promovierte parallel an der Universität Greifswald über Kants Kritik an Humes Skeptizismus. 1882 wurde er Hilfsprediger, bald darauf 2. Pfarrer, an der Johanniskirche. Diese Stelle behielt Runze bis zu seinem Ruhestand 1923.
Am 30. November 1909 wurde Runze in einer Nachwahl als Abgeordneter des Preußischen Abgeordnetenhauses gewählt, in dem er den Wahlkreis Berlin 12 bis 1918 vertrat. Er gehörte zunächst zur Freisinnigen Volkspartei, ab 1910 zur Fraktion der Fortschrittlichen Volkspartei.
Runze veröffentlichte philosophische Schriften und Gedichte. Vor allem aber setzte er sich für die Verbreitung der Werke des Komponisten Carl Loewe ein. 1882 gehörte er zu den Mitbegründern des Loewe-Vereins, dessen Tätigkeit freilich mit seinem Tode endete. Vor allem veröffentlichte Runze die siebzehnbändige Gesamtausgabe von Loewes Kompositionen.

## Schriften
- Kant's Bedeutung auf Grund der Entwicklungsgeschichte seiner Philosophie. Berlin 1881.
- Bilder aus K. Loewe's Leben. Goldsteins Musikwelt, Berlin 1881.
- Carl Loewe. Eine aesthetische Beurteilung. Leipzig 1884.
- Löwe, Johann Carl Gottfried. In: Allgemeine Deutsche Biographie (ADB). Band 19, Duncker & Humblot, Leipzig 1884, S. 300–311.
- Loewe redivivus. Duncker, Berlin 1888.
- Senfft von Pilsach, Arnold Freiherr. In: Allgemeine Deutsche Biographie (ADB). Band 34, Duncker & Humblot, Leipzig 1892, S. 23–26.
- Ludwig Giesebrecht und Carl Loewe. Zur 350jährigen Gedenkfeier des Stettiner Marienstiftsgymnasiums. Duncker, Berlin 1894.
- Beim Königs-Regiment 1870/71. Feldzugserinnerungen eines Kriegsfreiwilligen vor Metz, vor Paris, im Jura, unter Bezugnahme auf das Tagebuch des Feldwebels Friehmelt. E. S. Mittler, Berlin 1896.
- Carl Loewes Werke. Gesamtausgabe der Balladen, Legenden und Gesänge für eine Singstimme im Auftrage der Loeweschen Familie. 17 Bände. Leipzig 1899–1904.
- Karl Gutzkow. Ein deutscher Geistesheld. Seine Verdienste um Deutschlands Kulturfortschritt in Literatur, Philosophie und Politik. 2. verb. u. bedeutend verm. Auflage. Berlin: Mecklenburg 1911. (Die erste Auflage erschien in Berlin 1907.)
- Dr. Carl Loewes Tätigkeit am alten Stettiner (später Marienstifts-) Gymnasium. In: Neue Jahrbücher für das klassische Altertum, Geschichte und deutsche Literatur. Band 28. 1911.
- Neue Fichte-Funde aus der Heimat und der Schweiz. Gotha 1919.
- Carl Loewe und seine Orgel in St. Jacobi zu Stettin. In: Unser Pommerland. Band 13. 1928, S. 283–287.